# پسر اسکیت‌باز
«پسر اسکیت‌باز» (به انگلیسی: Sk8er Boi) ترانه‌ای از آوریل لوین، خواننده و ترانه‌نویس کانادایی و دومین تک‌آهنگ آلبوم استودیویی اول او، رها کردن (۲۰۰۲) است. این ترانه توسط لوین و ماتریکس (لورن کریستی، اسکات اسپاک، گراهام ادواردز) نوشته و توسط ماتریکس تهیه شده‌است. تک‌آهنگ در ۲۲ اوت ۲۰۰۲ عرضه شد و در بیلبورد ۱۰۰تای برتر ایالات متحده توانست رتبه دهم را به‌دست‌آورد. این ترانه در بریتانیا شماره ۸، در استرالیا شماره ۳، در کانادا شماره ۱۳ و شماره اول در اسپانیا در جدوال موسیقی گردید و به موفق‌ترین ترانه لوین تاکنون بدل شد.

## موزیک ویدئو
موزیک ویدئوی این ترانه توسط فرانسیس لارنس کارگردانی شد. این موزیک ویدئو با مردی که با چند افشانه در دست است شروع می‌شود. موزیک ویدئو با نمایش پوسترهای ستاره‌دار (سمبل کنسرت لوین) ادامه پیدا می‌کند، روی پوسترهای نوشته شده "هفتم و بعدازظهر بهار (که تاریخ یکی از کنسرت‌های داخل موزیک ویدئو را افشا می‌کند). بعد از آن بسیاری از مردم پوسترها را در طول شهر حمل می‌کنند. بعد از آن ویدئو لوین و گروه‌اش را نمایش می‌دهد که راه را به روی ترافیک بسته‌اند و شروع به خواندن ترانه اسکیتر می‌کنند. جمعیت افزایش می‌یابد و پلیس وارد صحنه می‌شود. در انتهای کنسرت (موزیک ویدئو) لوین گیتارش را شکسته و هلیکوپتر پلیس از بالا دیده می‌شود.
در هنگام این کنسرت، لوین پیراهن مدرسه ویلکلزبرو را بر تن داشت. این مدرسه که در کرولاینای شمالی قرار دارد بعد از این ویدئو شاهد هجوم مردم برای خرید همان نوع پیراهن بود که باعث شد مدرسه فروش خوبی از این پیراهن داشته باشد و کامپیوترها و وسایل جدیدی را از این سود بخرد.
این ویدئو در بریتانیا به عنوان سومین ویدئو برتر دهه انتخاب شد.

## دریافت
در مصاحبه‌ای برای آلبوم رها کردن، کریستینا ساراچنو از آل‌میوزیک، از «پسر اسکیت‌باز» به عنوان «یک پاور پاپ بی‌نظیر» یاد کرد و آنرا به عنوان «تراکی پیک» مشخص کرد. اگرچه او بیان کرد که متن ترانه از کمبود دانش لوین در همان زمان به عنوان یک نویسنده یاد می‌کند. جان پری از مجله بلندر از متن ترانه به عنوان «بسیار ساده» یاد کرد.

## رتبه در جدول
| جدول (۲۰۰۲)            | بالاترین رتبه |
| ---------------------- | ------------- |
| جدول ترانه‌های استرالیا | ۳             |
| جدول ترانه‌های اتریش    | ۱             |
| ۵۰ برتر بلژیک          | ۱             |
| ۵۰ برتر بلژیک          | ۱             |
| ۱۰۰ برتر کانادا        | ۱             |
| جدول ترانه‌های کانادا   | ۳             |
| جدول ترانه‌های دانمارک  | ۱۱            |
| جدول ترانه‌های دانمارک  | ۳             |
| ۱۰۰ برتر اروپا         | ۲۸            |
| جدول ترانه‌های آلمان    | ۱             |
| جدول ترانه‌های ایرلند   | ۱             |
| جدول ترانه‌های ایتالیا  | ۲             |

| جدول (۲۰۰۲)                       | بالاترین رتبه |
| --------------------------------- | ------------- |
| جدول ترانه‌های نیوزیلند            | ۲             |
| ۴۰ برتر هلند                      | ۱             |
| جدول ترانه‌های نروژ                | ۲             |
| جدول ترانه‌های سوئد                | ۳             |
| جدول ترانه‌های سویس                | ۴             |
| جدول ترانه‌های بریتانیا            | ۸             |
| بیلبورد ۱۰۰تای برتر ایالات متحده  | ۱۰            |
| بیلبورد ۴۰ مین‌استریم ایالات متحده | ۱             |
| جدول ترانه‌های ونزوئلا             | ۷             |